# Arrow (televisieserie)
Arrow is een Amerikaanse serie op The CW Television Network gebaseerd op de DC Comics-stripheld Green Arrow (in Nederlandse uitgaven Groene Pijl geheten). De pilot werd uitgezonden op 10 oktober 2012. In Nederland werd het eerste seizoen uitgezonden door Veronica vanaf 3 februari 2013 om 21.25 uur. In Vlaanderen begon zender ZES de reeks uit te zenden vanaf 22 februari 2014.
De serie telt 8 voltooide seizoenen. Het achtste en laatste seizoen verscheen in het najaar van 2019 en telde 10 afleveringen. Er is een mogelijke spin-off in the making genaamd: The Green Arrow and the Canaries.

## Verhaal

### Seizoen 1
Na een schipbreuk waarbij zijn vader omkomt, wordt miljardair Oliver Queen vijf jaar lang vermist en dood gewaand, voordat hij wordt teruggevonden op een afgelegen eiland in de Stille Oceaan. In zijn thuisstad Starling City wordt hij met open armen verwelkomd door zijn moeder Moira, zijn zusje Thea en zijn beste vriend Tommy. Al snel merken ze dat Oliver is veranderd door zijn beproevingen op het eiland. Terwijl Oliver de waarheid over de man die hij is geworden geheimhoudt, wil hij de fouten uit zijn jonge jaren goedmaken en probeert hij zich te verzoenen met zijn ex-vriendin, Laurel Lance.
Heimelijk creëert hij de persona van 'The Arrow', om het onrecht dat zijn familie is aangedaan en de uitwassen van de samenleving te bestrijden en zijn geliefde stad Starling City weer in haar oude glorie te herstellen. Overdag speelt Oliver de rol van de rijke, zorgeloze playboy bijgestaan door zijn toegewijde chauffeur/bodyguard, John Diggle, terwijl hij onder de dekking van de duisternis zijn geheime identiteit aanneemt. Naarmate het seizoen vordert werkt hij niet meer alleen: Oliver wordt fysiek bijgestaan door John Diggle, met technologische ondersteuning van Felicity Smoak. Als voormalige werkneemster bij Queen Consolidated is ze vingervlug als het aankomt op computers.
Laurels vader, rechercheur Quentin Lance, is vastbesloten om de gemaskerde vigilante te arresteren. Ondertussen wordt duidelijk dat Olivers moeder Moira, die inmiddels hertrouwd is met een zakenpartner van zijn vader, meer weet van de dodelijke schipbreuk en meedogenlozer is dan hij zich ooit had kunnen voorstellen. Ze werkt, zij het tegen haar wil in, samen met Malcolm Merlyn, een zakenman en lid van een groep gespecialiseerde moordenaars genaamd de League of Assassins. Hij heeft plannen om de armere wijk The Glades te vernietigen met een aardbevingsmachine. 
In een serie flashbacks is Olivers eerste jaar op het eiland te zien, alsook zijn ontmoetingen met Yao Fei, Shado en Slade Wilson.

### Seizoen 2
In seizoen 2 heeft Oliver gezworen om criminaliteit in Starling City te stoppen zonder te doden. Naarmate het seizoen vordert komen zijn familie en bondgenoten onder vuur van Slade Wilson, een man van Olivers tijd op het eiland, die alles wat Oliver lief heeft probeert te vernietigen. Oliver accepteert aspirant vigilante Roy Harper, met bijnaam Arsenal, als zijn protegé en begint hulp te krijgen van Quentin Lance. Oliver krijgt er nog een bondgenoot bij, een mysterieuze vrouw in zwart die zich 'Canary' noemt. Zij blijkt uiteindelijk Laurels zus, Sara Lance, te zijn, die de schipbreuk op zee ook blijkt te hebben overleefd.
Flashbacks tonen de tijd van Oliver op het eiland samen met Slade, Shado en Sara.

### Seizoen 3
Begin seizoen 3 is Oliver financieel geruïneerd, maar gaat toch door met zijn werk als Arrow. Zijn bedrijf, Queen Consolidated, wordt overgenomen door een nieuwe CEO, Ray Palmer, die in het geheim plannen heeft om met de technologie van Queen Consolidated een superpak te maken waarmee hij zelf ook een superheld kan worden. Niet veel later wordt Sara, die in Starling City was om Malcolm Merlyn te zoeken, vermoord. Alles wijst erop dat Merlyn haar moordenaar is. Wanneer Oliver de zaak eerst verder wil onderzoeken en Merlyn derhalve in bescherming neemt, haalt hij zich de toorn van de League of Assasins en hun leider Ra's al Ghul op de hals. Nadat Oliver het één-op-één gevecht met Ra's al Ghul overleeft, wijst hij Oliver aan als zijn opvolger. Oliver verzet zich, maar staakt zijn verzet nadat hij een samenwerking aangaat met Malcolm; Oliver wordt ingewijd en weet Ra's al Ghul uiteindelijk om het leven te brengen. Oliver wijst Malcolm aan als de nieuwe Ra's al Ghul. Ondertussen besluit Laurel om haar rouw om Sara om te zetten in iets positiefs. Met hulp van voormalig vigilante Ted Grant, oftewel Wildcat, alsook de Ra's Al Ghuls dochter Nyssa, traint Laurel zich op tot een volwaardig vigilante: Black Canary. Ook Thea heeft de vaardigheden ontwikkeld om te vechten door haar echte vader, Malcolm Merlyn.
Via flashbacks wordt duidelijk dat Oliver, in de vijf jaar dat hij weg was, niet de hele tijd op het eiland zat; hij werd ook een tijdje vastgehouden in Hongkong door Amanda Waller, die hem dwong om haar huurling te worden.

### Seizoen 4
In seizoen 4 pakt Oliver toch de draad weer op als held, na zijn vertrek samen met geliefde Felicity, maar neemt vanaf nu de naam "Green Arrow". Hij doet dit omdat "The Arrow" zogezegd was gestorven aan het einde van seizoen 3. Nu wil hij benadrukken dat hij de mensen van zijn stad hoop wil geven in plaats van ze angst aan te jagen. Ook stelt hij zich onder zijn echte naam verkiesbaar als burgemeester van Star City. Olivers nieuwe tegenstander dit seizoen is Damien Darhk, de over magie beschikkende leider van de terroristische organisatie H.I.V.E. John Diggle ontdekt dat zijn broer Andy nog leeft en voor H.I.V.E. werkt. Thea sluit zich ook aan bij Team Arrow onder de naam "Speedy". Ondertussen gebruikt Laurel de Lazarus Put van Ra's al Ghul om Sara weer tot leven te brengen. 
Damien Darhk is in vele opzichten te sterk voor Team Arrow. Met zijn magie staat hij altijd een stapje hoger. Met zijn organisatie wil hij de aarde bombarderen met kernraketten om ze daarna weer herop te bouwen. Hij noemt dit plan dan ook Genesis, naar het Bijbelboek. Hij zaait angst en terreur en zorgt voor de verlamming van Felicity's benen, wat ze uiteindelijk met technologie weet te verhelpen. Rechercheur Quentin Lance wordt bedreigd en gechanteerd door Darhk: hij moet informatie doorspelen, of het kost de kop van Quentins dochter Laurel. In de eerste aflevering van het seizoen is er al een grafsteen te zien, met een huilende Oliver, zonder te weten wie er is overleden. Een paar afleveringen voor het einde van het seizoen blijkt dit Laurel te zijn, die door Darhk eigenhandig met een pijl wordt gestoken. Ze overlijdt in het ziekenhuis nadat ze Oliver vraagt om haar niet de laatste Black Canary te laten zijn; zo zal er altijd een stukje van haar bij hem blijven. Ook geeft ze toe dat hij altijd haar grote liefde is geweest. Op het einde van het seizoen wordt Darhk dan ook door Oliver vermoord op dezelfde wijze als hij Laurel vermoordde.
In flashbacks komen we erachter dat Oliver terug is gestuurd naar het eiland om daar de organisatie 'Shadowsphire' te infiltreren.

### Seizoen 5
In seizoen 5 begint Oliver met het trainen van de nieuwe jonge vigilantes 'Wild Dog', 'Artemis', 'Mister Terrific' en 'Ragman', nadat Laurel is vermoord door Damien Darhk en John en Thea uit het team zijn gestapt. John gaat weer terug bij het leger en Thea wordt Olivers assistent nadat hij burgemeester van Star City is geworden. Hij wordt ook bijgestaan door Adrian Chase, de officier van justitie, die hem helpt Starling City schoon te vegen op een legale manier. Later rekruteert hij ook een vervanger voor Laurel: voormalig rechercheur bij de politie Dinah Drake. Zij is een metahuman en heeft een echte sonische schreeuw oftewel Canary Cry. Oliver wordt ook bedreigd door de dodelijke schurk Prometheus, welke verbonden is met Olivers verleden. Ook is er een andere vigilante, Vigilante, die de zaken wat hardhandiger aanpakt dan Team Arrow.
Later blijkt dat Chase Prometheus was. Hij geeft Oliver de schuld van de moord op zijn vader. Chase heeft een ingenieus plan, waardoor hij Team Arrow altijd te slim af is. Zo had hij een nauwe band met Talia Al Ghul, wie Oliver had getraind en tevens boos is over de moord op haar vader, Ra's Al Ghul. Ook schakelt Chase Black Siren in. Zij is de dubbelganger van Dinah Laurel Lance. Ze is afkomstig van Earth-2, een andere dimensie, maar is hier terechtgekomen door gebeurtenissen in The Flash dat vorige seizoen. Deze Laurel is een metahuman en beschikt over een echte Canary Cry. Chase gebruikt de verwarring in zijn voordeel.
Flashbacks laten zien hoe Oliver met de Bratva in Rusland in aanmerking is gekomen en zien we hoe hij uiteindelijk weer terug op het eiland Lian Yu is gekomen.

### Seizoen 6
In seizoen 6 is Olivers vernieuwde team eindelijk volledig getraind, maar ze worden opnieuw aangevallen door onverwachte oude vijanden die terugkeren naar Star City, wat Oliver ertoe verplicht om de banden met zijn teamleden te heroverwegen. Alsook zit de FBI Oliver op de hielen.
Zo ontstaat er in de eerste helft van het seizoen een groep vijanden die bestaan uit leider en tevens hacker Cayden James, drugsdealer Ricardo Diaz, voormalige leider van de Bratva Anatoly Knyazev, Black Siren (Earth-2 Laurel Lance) en Vigilante (Vincent Sobel). Zij proberen Team Arrow te dwarsbomen. Ze slagen hier in, want in het midden van het seizoen splitst Team Arrow op. René, Dinah en Curtis vormen 'New Team Arrow', terwijl Oliver, Diggle en Felicity 'Original Team Arrow' blijven.
New Team Arrow vond dat ze nog steeds behandeld werden als nieuwelingen, terwijl ze vonden dat ze Olivers vertrouwen ondertussen wel hadden verdiend. Oliver liet hen schaduwen nadat hij had gehoord dat de FBI hem verdacht van de Green Arrow te zijn, op basis van een getuige binnen het team. Het bleek dat René gechanteerd werd door de FBI. Door te veel meningsverschillen gingen de teams echter hun eigen weg.
New Team Arrow kreeg de hulp van Vincent Sobel. Hij was een voormalige partner in de politie en liefde van Dinah Drake. Men dacht dat hij vermoord was door Sonos tijdens de ontploffing van de deeltjesverneller in Central City, een paar jaar terug. Door de zwarte materie die vrijkwam, beschikte hij echter over helende vaardigheden die hem levend hielden. Hij infiltreerde bij Cayden om informatie door te spelen naar Dinah. Hij wordt vermoord door Black Siren, op bevel van Cayden nadat hij het bedrog ontdekt had.
Na een tijd werd Cayden James gearresteerd en dacht Team Arrow de overwinning binnen te hebben. Cayden werd echter snel daarna vermoord door Diaz. Hij blijkt al de hele tijd een ingenieus plan te hebben gehad, waar Cayden slechts een deeltje van was.
Tijdens het gevecht waar OTA en NTA Cayden wisten gevangen te nemen, was Black Siren ook in een gevecht met Dinah Drake, die furieus was omdat Laurel Vince had vermoord. Laurel werd in de buik geschoten door Dinah. Quentin, de vader van Earth-1 Laurel, verzorgde Laurel. Na een conflict tussen 'NTA' en 'OTA', vluchtte Laurel en nam ze de identiteit van Earth-1 Laurel aan. Original Team Arrow dacht haar te kunnen weghalen bij misdaad en de Laurel te worden die zij kenden. Met name Quentin, die al weken met Laurel probeerde te praten en zelfs foto's van zijn Laurel had getoond, deed zijn uiterste best.
Laurel werd dan een tijdje een soort dubbelagent. Ze gaf informatie aan Diaz én OTA. Na een tijd te hebben gezien wat een monster Diaz werkelijk was, besloot ze de kant van Quentin te kiezen en hem te beschermen. Ondertussen raakte Oliver al zijn teamgenoten kwijt. Hij staat er helemaal alleen voor.
Hij was zo wanhopig dat hij op het einde van het seizoen belooft aan de FBI dat hij zich zal inleveren als iedereen immuniteit kreeg en Diaz werd opgepakt. Diaz werd uiteindelijk van een dak weggeblazen door Laurels Canary Cry, waardoor Diaz verdween. Hij is echter niet dood. Quentin, die door Diaz werd neergeschoten terwijl hij Laurel probeerde te redden, overlijdt in het ziekenhuis. Oliver wordt gearresteerd, nadat hij het met iedereen weer had goedgemaakt. Hij vertelt op televisie dat hij de Green Arrow is.

### Seizoen 7
Seizoen 7 begint met Oliver in de gevangenis. Hij besluit om niet te ontsnappen en zijn straf eerlijk uit te zitten. Verder houden de anderen zich gedeisd en gaan ze niet de straat op als vigilantes, om hun immuniteit te behouden. Black Siren leeft zich helemaal in in haar rol als Laurel van Earth-1 en wordt de officier van justitie. Zij bouwt een hechte band met Felicity op. In Star City komt er echter een nieuwe vigilante tevoorschijn. Deze kleedt zich als de Green Arrow en gedraagt zich ernaar. Dit blijkt Emiko Adachi te zijn. Zij is de halfzus van Oliver, met de gemeenschappelijke vader Robert Queen. Zij blijkt het hoofd te zijn van de terroristische organisatie "The Ninth Circle". Samen met Dante wil ze Star City en Oliver erbij verwoesten.
Diaz keert ook terug, maar wordt ten slotte opgesloten. Hij wordt vermoord door Emiko. Laurel komt dit te weten en probeert dit duidelijk te maken aan het team. Hun wantrouwen en Emiko's verspreiding van de geruchten dat Laurel een crimineel is, zorgt ervoor dat Laurel weer terugvalt in haar alter ego als Black Siren. Dit is van korte duur: ze ziet in dat ze dit crimineel leven niet wil volhouden. Felicity geeft haar het oude pak van Black Canary, Earth-1 Laurel. Dinah is haar Canary Cry kwijt. Roy keert ook terug. Hij helpt het team om Emiko te verslaan. Zij sterft uiteindelijk, hoewel ze zich nog juist had bekeerd. Het team gaat vrijwillig en vredevol uit elkaar. Felicity is zwanger en gaat zich schuilhouden.
In flash-forwards zien we de gebeurtenissen van Star City in 2040, zo'n twintig jaar verder. Het begint met William, Olivers buitenechtelijke zoon, die Roy Harper opzoekt in Lian Yu. Zij gaan op pad om Felicity te vinden. Het blijkt dat Star City onder controle is van Galaxy One, een organisatie tegen vigilantes. Ook Dinah Drake is van de partij en probeert deze organisatie met haar Canary Network te bestrijden, samen met Renées dochter Zoe. Ook zien we Mia Smoak, Oliver en Felicity's dochter. Ze slagen erin om Felicity te vinden en te redden. Daarnaast is Laurel te zien als Black Canary. Op het einde van het seizoen zien we dat Oliver in 2019 is gestorven. Felicity gaat naar The Monitor en vraagt hem om haar naar Oliver te brengen, ook al is er geen weg terug.

## Rolverdeling

### Hoofdrollen
| Acteur              | Personage                                              |
| ------------------- | ------------------------------------------------------ |
| Stephen Amell       | Oliver Queen / The Arrow / The Green Arrow             |
| Katie Cassidy       | Dinah Laurel Lance / Black Canary / Black Siren        |
| Emily Bett Rickards | Felicity Smoak / Overwatch                             |
| David Ramsey        | John Diggle / Spartan                                  |
| Colin Donnell       | Tommy Merlyn                                           |
| Willa Holland       | Thea Queen / Speedy                                    |
| Susanna Thompson    | Moira Queen                                            |
| Paul Blackthorne    | Rechercheur Quentin Lance                              |
| Colton Haynes       | Roy Harper / Arsenal                                   |
| Manu Bennett        | Slade Wilson / Deathstroke                             |
| John Barrowman      | Malcolm Merlyn / Al Sahir / Dark Archer / Ra's Al Ghul |
| Echo Kellum         | Curtis Holt / Mister Terrific                          |
| Rick Gonzalez       | Rene Ramirez / Wild Dog                                |
| Juliana Harkavy     | Dinah Drake / (Nieuwe) Black Canary                    |
| Katherine McNamara  | Mia Smoak / Blackstar                                  |

### Bijrollen
| Acteur                 | Personage                          |
| ---------------------- | ---------------------------------- |
| Jamey Sheridan         | Robert Queen                       |
| Celina Jade            | Shado / Mei                        |
| Audrey Marie Anderson  | Lyla Michaels                      |
| Kelly Hu               | China White / Chien na Wei         |
| Colin Salmon           | Walter Steele                      |
| Byron Mann             | Yao Fei                            |
| Sebastian Dunn         | Edward Fyers                       |
| Jessica De Gouw        | Helena Bertinelli / The Huntress   |
| Cynthia Addai Robinson | Amanda Waller                      |
| Caity Lotz             | Sara Lance / Canary / White Canary |
| Grant Gustin           | Barry Allen / The Flash            |
| Alex Kingston          | Dinah Lance                        |
| Carlos Valdes          | Cisco Ramon / Vibe                 |
| Danielle Panabaker     | Caitlin Snow / Killer Frost        |
| Katrina Law            | Nyssa Al Ghul                      |
| Kevin Alejandro        | Sebastian Blood                    |
| Summer Glau            | Isabel Rochev                      |
| Dylan Neal             | Dr. Anthony Ivo                    |
| David Nykl             | Anatoly Knyazev                    |
| Amy Gumenick           | Carrie Cutter / Cupid              |
| Karl Yune              | Maseo Yamashiro                    |
| Rila Fukushima         | Tatsu Yamashiro / Katana           |
| Brandon Routh          | Ray Palmer / The ATOM              |
| Matt Nable             | Ra's al Ghul                       |
| Neal McDonough         | Damien Darhk                       |
| Parker Young           | Alex Davis                         |
| Alexander Calvert      | Lonnie Machin                      |
| Rutina Wesley          | Liza Warner                        |
| Anna Hopkins           | Samantha Clayton                   |
| Jack Moore             | William Clayton                    |
| Chad L. Coleman        | Tobias Church                      |
| Dolph Lundgren         | Konstantin Kovar                   |
| Lexa Doig              | Talia al Ghul                      |
| Melissa Benoist        | Kara Danvers / Supergirl           |
| Nick Zano              | Nate Heywood                       |
| Nolan Gerard Funk      | Cooper Seldon                      |
| Kirk Acevedo           | Ricardo Diaz                       |
| Michael Emerson        | Cayden James                       |
| John Segarra           | Adrian Chase / Prometheus          |
| Madison McLaughlin     | Evelyn Sharp / Artemis             |
| Joe Dinigol            | Rory Regan / Ragman                |
| Sea Shimooka           | Emiko Adachi / Queen               |
| Kirk Acevedo           | Ricardo Diaz / The Dragon          |

## Productie
Arrow is ontwikkeld door Andrew Kreisberg, Greg Berlanti en Marc Guggenheim. De pilotaflevering werd geregisseerd door David Nutter, die ook de pilot van Smallville regisseerde. Vanaf het begin werd besloten om geen personages met superkrachten in de serie voor te laten komen, om het geheel zo realistischer te maken. Tevens moest de serie op zichzelf staan (dus geen connecties met de strip of met andere series), zodat ook kijkers die niet bekend waren met het personage de serie zouden kunnen volgen.
De serie wordt voornamelijk opgenomen in Vancouver. Verder worden beelden van Frankfurt, Center City, Back Bay en Tokio gebruikt voor de skyline van Starling City. De serie bevat meerdere verhaallijnen, zowel gesitueerd in het heden na Olivers terugkeer als in het verleden tijdens zijn verblijf op het eiland.
De muziek van de serie is gecomponeerd door Blake Neely.

## Spin-offs in het Arrowverse
Arrow diende als start van een uitgebreider DC-universum op The CW. Tot nu toe behoren onderstaande reeksen tot dit universum, dat ook wel het "Arrowverse" wordt genoemd.

### The Flash(2014—)
In twee afleveringen van seizoen 2 speelt het personage Barry Allen mee. Deze dienden als pilot voor The Flash.

### Vixen(2015-2016)
Een andere reeks binnen het Arrowverse is de animatie- en internetserie Vixen. Het personage Vixen heeft een gastoptreden in seizoen 4 van Arrow, in de aflevering "Taken".

### Supergirl(2015—)
Vanaf het tweede seizoen behoort Supergirl ook tot de Arrowverse. In seizoen 1 speelde de Flash al een bijrol in de reeks, waardoor de fans toen al suggereerden dat The CW de reeks zou kunnen overnemen van CBS. Dit werd enkele weken na de seizoensfinale ook bevestigd.

### Legends of Tomorrow(2016—)
De laatste spin-off binnen het Arrowverse, getiteld Legends of Tomorrow, debuteerde in januari 2016. In een dubbele aflevering verspreid over seizoen 2 van The Flash en seizoen 4 van Arrow werd de basis voor deze serie gelegd, met de introductie van Rip Hunter, Vandal Savage, Hawkgirl en Hawkman. In DC's Legends of Tomorrow rekruteert Rip Hunter een team van personages van zowel Arrow als The Flash. Hun taak bestaat er vooral in om de tijdlijn te beschermen. De "Legends" uit Arrow zijn Ray Palmer (Atom) en Sarah Lance (White Canary).